# جانا هلافاكوفا
جانا هلافاكوفا مواليد 22 مايو 1981 في بلزن، تشيكوسلوفاكيا، هي لاعبة كرة مضرب تشيكية سابقة، اعتزلت اللعب في 2006. أعلى تصنيف لها في الفردي كان المركز الـ 202 في سنة 2001. أعلى تصنيف لها في الزوجي كان المركز الـ 193 في سنة 2004.

## روابط خارجية
- جانا هلافاكوفا على موقع رابطة محترفات التنس (الإنجليزية)
- جانا هلافاكوفا على موقع الاتحاد الدولي لكرة المضرب (الإنجليزية)